# راندال مان
راندال مان (بالإنجليزية: Randall Mann)‏ هو شاعر أمريكي، ولد في 21 يناير 1972 في بروفو في الولايات المتحدة.